# Autrecourt-et-Pourron

Autrecourt-et-Pourron este o comună în departamentul Ardennes din nordul Franței. În 1 ianuarie 2022 avea o populație de 338 de locuitori.